# والتر روخاس
والتر روخاس (انگلیسی: Walter Rojas؛ زادهٔ ۱۵ ژانویه ۱۹۷۱) بازیکن فوتبال است.